# Gouandiaka
Gouandiaka est une commune rurale du Mali de l'arrondissement de Kalana, dans le cercle de Yanfolila et la région de Bougouni. Elle a pur chef-lieu la ville de Kalana. Elle compte plus de 26 000 habitants au recensement de 2009. 

## Géographie
La commune est frontalière de la Guinée à l'ouest.

## Villages
La commune s'étend sur 29 localités relevées lors du recensement général de 2009. 
Les quartiers les plus peuplés sont :
- Kalana (7 071 habitants)
- Faboula (1 615 habitants)
- Daolila (1 384 habitants)

En 2023, la loi 2023-007 attribue à la commune 31 villages, fractions ou quartiers.
La commune comprend outre la ville de Kalana, son chef-lieu, 28 villages : Bandiala, Faboula, Nounfra, Daolila, Dalagoué, Mandébala, Kalako, Diabala, Solomanina, Dadiougoubala, Koumbala, Dabaran, Ténintoumanina, Bérébogola, Niéssoumala, Sadiouroula, Kossiala, Zambala, Haddjilaminina, Bada, Salala, Diansirala, Léba, Konfra, Hadjila, Dangoué, Nénédiana, Samérila,. 